# Akana (république du Congo)
Pour les articles homonymes, voir Akana.
Akana est un village situé en république du Congo, dans le district de Lékana, dans le département des Plateaux.

## Histoire
En 1913, un massacre s'est déroulé aux abords du village.

## Situation
Situé en république du Congo, dans le district de Lékana, dans la région des plateaux, le village se trouve non-loin de la rivière Lékétiki.